# Acidiostigma brevigaster
Acidiostigma brevigaster es una especie de insecto del género Acidiostigma de la familia Tephritidae del orden Diptera.

## Historia
Han y Wang la describieron científicamente por primera vez en el año 1997.